# Shachia
Shachia är ett släkte av fjärilar. Shachia ingår i familjen tandspinnare.
Kladogram enligt Catalogue of Life:
| Shachia | \| \| Shachia circumscripta \| \| \| \| \| \| Shachia subrosea \| \| \| \| |
|         | \| \| Shachia circumscripta \| \| \| \| \| \| Shachia subrosea \| \| \| \| |
|         | Shachia circumscripta                                                      |
|         |                                                                            |
|         | Shachia subrosea                                                           |
|         |                                                                            |